# Bastonera de Sant Andreu
La colla Bastonera de Sant Andreu va néixer a final de l'any 2008. El barri necessitava una entitat que ajudés a crear teixit social i servís per a estendre la cultura catalana. Tanmateix, no tots els membres de la colla pertanyen al barri, sinó que n'hi ha de procedències diverses. A més dels balladors, té un grup de grallers que acompanya les actuacions. Entre les coreografies i les melodies que interpreten, n'hi ha de tradicionals, però també de creades expressament. Els membres de la colla van vestits amb camisa blanca i pantalons negres, faixa vermella i faldellí blau. Els camalls són vermells.
La Bastonera de Sant Andreu és membre de Bastoners Solidaris i funciona com a associació autogestionada i amb caràcter assembleari, sense cap ajut institucional.
A més de les festes tradicionals de Sant Andreu i de més barris de la ciutat, es poden veure actuar en moltes localitats del país, sovint amb motiu d'actes reivindicatius. L'any 2010 van participar en el Catalan Day de Belfast i el 2011 van actuar a Lekeitio, al País Basc.